# بیل بردبری (بازیکن فوتبال، زاده ۱۸۸۹)
بیل بردبری (انگلیسی: Bill Bradbury؛ ۱۱ مارس ۱۸۸۹ – ۱۹۶۳ (۷۳−۷۴ سال)) بازیکن فوتبال بود.